# Aclista myrmecophila
Aclista myrmecophila is een vliesvleugelig insect uit de familie van de Diapriidae. De wetenschappelijke naam van de soort is voor het eerst geldig gepubliceerd in 1904 door Kieffer.